# 펑후 제도 작전
펑후 제도 전역(일본어: 乙未戦争, 1895년 3월 23일~26일)은 청일 전쟁과 일본의 타이완 침공에 대한 예비적인, 마지막 군사 작전이었다.

## 배경
청일 전쟁이 막바지에 이르자, 일본은 청나라가 통치하고 있는 타이완과 펑후 제도를 확보하기 위해 노력을 기울였다. 최종 평화 조약에서 이 지역이 일본에 양도되도록 별도의 조치를 계획하고 있었다. 이후 〈시모노세키 조약〉이 되는 평화 협상을 하는 동안 북중국에서의 적대 행위는 중단되었지만, 타이완과 펑후 제도는 정전 협정의 범위에서 벗어나 있었다. 이것은 일본군이 평화 협상을 해치지 않고도 군사 작전을 벌일 수 있게 했다. 타이완 함락의 핵심은 펑후 제도였고, 이곳은 중국 본토와 타이완의 중간 지점에 위치해 있는 지역이었다.

## 전역
비록 펑후 제도가 약 5000명에 이르는 15개의 중국인 중대급 정규군으로 요새화되어 있었고, 최근에 완료한 츠타이 해안 방어 포대(청프 전쟁동안 프랑스군에 의한 펑후 제도 함락에 대응하기 위해 1880년대 말기에 지음)로 방어를 하고 있었지만, 일본군은 방어 병력의 부패와 타락으로 상륙 작전을 펼치는 동안 저항을 거의 받지 않았다.

## 사상자
일본군은 전투에서 사상자 최소화했지만, 곧 콜레라가 발생했고, 섬의 함락 이후 며칠 만에 1,500명 이상의 일본군이 사망했다.